# 167341 Börzsöny
(167341) Börzsöny, denumire internațională (167341) Borzsony, este un asteroid din centura principală de asteroizi.

## Descriere
167341 Börzsöny este un asteroid din centura principală de asteroizi. A fost descoperit pe 3 noiembrie 2003 la Piszkesteto de Krisztián Sárneczky. Asteroidul prezintă o orbită caracterizată de o semiaxă mare de 2,75 ua, o excentricitate de 0,02 și o înclinație de 5,2° în raport cu ecliptica.